# Шімамото
Шімамо́то (яп. 島本町, しまもとちょう, МФА: [ɕimamoto t͡ɕoː]?) — містечко в Японії, в повіті Мішіма префектури Осака.  Отримало статус містечка 1940 року. Площа становить 16,78 км². Станом на 1 липня 2012 року населення складало 29 995  осіб, густота населення — 1790 осіб/км².   

## Демографія
Згідно з даними перепису населення Японії, населення Шімамото мало незначне скорочення з 2000 по 2010 рік, але за наступні 10 років знову збільшилось. Станом на 1 жовтня 2020 року населення складало 30 927 осіб, з яких чоловіків — 14 604 особи, жінок — 16 323 особи. Густота населення — 1840 осіб/км².